# José Manuel Briceño Guerrero
José Manuel Briceño Guerrero (Palmarito, Apure, Venezuela, 6 de marzo de 1929 - Mérida, 31 de octubre de 2014) fue un escritor, filósofo y profesor venezolano, nacido en los llanos venezolanos, y conocido en algunos de sus libros con el seudónimo: Jonuel Brigue.
Briceño Guerrero es considerado uno de los pensadores más influyentes en América Latina y el mundo. Su obra, que intenta plasmar el ordenamiento filosófico de América Latina, ha sido ampliamente reconocida y difundida en países europeos como Francia y Alemania. Fue ganador del Premio Nacional de Cultura de Venezuela Mención Literatura en 1996. 

## Biografía

### Primeros años
Hijo de Miguel Briceño Graterol, natural de Carache, estado Trujillo; y Aurora Guerrero, llanera. Creció como un niño del llano, entre las tierras de Apure, Barinas y Lara. Su hermano es Juan José Briceño Guerrero, médico pediatra establecido en Guanare, estado Portuguesa. Sus primeros contactos con los idiomas extranjeros ocurrieron, posiblemente, en Puerto Nutrias, la salida fluvial más importante del estado Barinas, como él mismo expresó:

Entraban barcos extranjeros; los marineros traían máquinas de escribir y unas botellas boconas llenas de caramelos que intercambiaban por plumas, por cuero y por algodón. Cuando los hombres bajaban del barco y caminaban por el pueblo hablando entre ellos en su idioma, yo siendo un niño los escuchaba sin entender. Mis amiguitos y yo fingíamos que hablábamos como ellos: “Ano hambito es chincon”. Así comenzó ese interés por ese misterio. Un encanto, una fascinación que no se me ha quitado hasta ahora. Es más, hoy tiene la misma fuerza… sueño fonética, sueño expresión, sueño con esa actitud que porta cada edificio fonético de un idioma.

### Formación académica

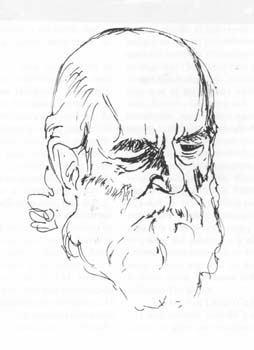
José Manuel Briceño Guerrero. Dibujo de Luis Alberto Pantoja.

Cursó estudios de primaria en varias escuelas del estado Barinas, ya que por el oficio del padre, su familia se mudaba constantemente. Durante su adolescencia realizó sus estudios de bachillerato en el Liceo Lisandro Alvarado de Barquisimeto, en el estado Lara. En 1951, obtiene el título de Profesor de Bachillerato en el Instituto Pedagógico Nacional, en Caracas, después de que comenzara sus estudios en la Universidad Central de Venezuela y que por razones políticas fuera cerrada; al año siguiente se desempeñó en una de sus primeras vocaciones: profesor de idiomas; pues para esta época ya Briceño Guerrero dominaba ampliamente los idiomas: inglés, francés y alemán.
Impulsado por su espíritu universalista, e inspirado en consejos de algunos de sus más significativos mentores, viajó a Europa y en 1956 finaliza sus estudios en Lengua y Civilización Francesa en la Universidad de la Sorbona, Francia. En 1961 obtiene el título de Dr. en Filosofía en la Universidad de Viena, Austria, donde fue alumno y amigo, entre otros, de Albin Lesky y Friedrich Kainz. Buscando conocer más a fondo los conceptos del Marxismo realizó estudios en la Universidad de Lomonosov, Rusia.
En 1979, finalizó sus estudios de Filosofía y Teología de la Liberación en la Universidad de Granada, España, luego de lo cual funda el Seminario de Mitología Clásica en la Facultad de Humanidades y Educación de la Universidad de Los Andes, Venezuela. Entre los idiomas que dominaba estaban el griego, Latín, hebreo, francés, inglés, alemán, ruso, italiano y el portugués, y tenía conocimientos de chino, Sánscrito, japonés y persa.

Debo confesar con cierta vergüenza que he sentido más enamoramiento por las lenguas que por una mujer (...) Las admiro, las escucho, las consiento… las lenguas se hacen dueñas de mis fantasías y desvelos. Cuando aprendo un idioma pareciese más bien que estuviera cortejándolas.

### Matrimonio
En el año 1953, en la escuela de Bellas Artes de Valencia, Venezuela, Briceño Guerrero conoció a la que se convertirá en su esposa: Jacqueline Clarac, con la cual concibe dos hijos. Clarac, nacida el 24 de julio de 1932, en Pointe-à-Pitre, Guadalupe, Antillas Francesas, es bachiller en letras, radicada en Venezuela desde 1951 y actualmente es una reconocida antropóloga fundadora de la Cátedra de Antropología de la Escuela de Historia de la Universidad Central de Venezuela y de la Cátedra de Antropología en el Departamento de Ciencias de la Conducta de la Facultad de Medicina de la Universidad de los Andes (Venezuela).
Al respecto de su esposo, Jacqueline Clarac declaró:

Lo conocí en septiembre de 1953 y nos casamos un año más tarde. Ha sido maravilloso acompañarnos, ver cómo ha crecido en su forma de ser y en su capacidad de comprender a Venezuela y al mundo. Ha querido siempre muchísimo sus hijos y nietos. Ha tenido muchísimos admiradores, entre ellos estudiantes, que toda la vida han sido sus amigos y siguen frecuentando sus seminarios aunque se graduaron hace tiempo. Mi esposo a la vez es muy odiado porque es un hombre sumamente sincero.

### Labor académica
Briceño se desempeñó como profesor de idiomas en Barquisimeto y Valencia; fue profesor de idiomas y filosofía en Mérida, Venezuela. Fue profesor visitante de lengua y filosofía griega en la Universidad Nacional Autónoma de México.
En 1971, fundó el Seminario de Estudios Filosóficos, Facultad de Humanidades y Educación de la Universidad de Los Andes (ULA), Mérida, Venezuela, al igual que la Cátedra de Filosofía de la Ciencia, del Seminario de Estudios Latinoamericanos y del Seminario Postgrado Lento en Epistemología para Investigadores y asesor del Vicerrectorado Académico de la ULA.
La periodista Nellyana Salas declaró, al respecto de una entrevista con el Dr. Briceño:

Es extraordinario encontrar a una persona que con tanta voluntad y tanto amor se entregue a la enseñanza. Él hace lo que un maestro debe hacer, encender la chispa de la reflexión y la creación en aquellos que van tras el encuentro con hombres notables, los que son escuela de humanidad.

### Fallecimiento
José Manuel Briceño Guerrero falleció en la ciudad de Mêrida Venezuela rodeado del respeto y cariño de familiares, amigos y estudiantes el 31 de octubre de 2014, a la edad de 85 años.

## Premios
Obtuvo el Premio Nacional de Ensayo en 1981 y posteriormente, en 1996, el Premio Nacional de Literatura 1996, ambos en su país natal.

La sabiduría y la sensibilidad literaria de José Manuel Briceño Guerrero le han conducido hacia el misterioso terreno de las letras, una región que logra dilucidar a través de sus reflexiones, muchas veces expuestas en conferencias y publicaciones diversas. Por la trayectoria ensayística de este escritor, el jurado seleccionado por la Dirección General Sectorial de Literatura del Conac le ha otorgado el Premio Nacional de Literatura 1996.

La decisión tomada por Luís Beltrán Guerrero, Rafael Pineda, Luís García Morales, Eduardo Liendo y Manuel Bermúdez, obedece al reconocimiento de su obra sobre filosofía del lenguaje, así como sus 'serenas y sabias reflexiones sobre las raíces sintácticas y semánticas del discurso americano frente a la ideología y pensamientos europeos'. A esto el jurado agregó las 'nobles enseñanzas socráticas en el corazón de la juventud estudiosa venezolana

## Pensamiento filosófico
La obra filosófica de Briceño Guerrero reúne los mismos motivos que su obra literaria: la integración latinoamericana, la búsqueda de sí mismo y el lenguaje. Estos motivos se interrelacionan, se bifurcan, se extienden y se explican para lograr un pensamiento propio en cada uno de los ensayos.
Se puede decir que Briceño Guerrero quiso profundizar en las preguntas de la tradición filosófica partiendo no de supuestos extranjeros, sino de aquello que los latinoamericanos sienten; cómo bailan, cómo comen, cómo mezclan. Partiendo de esta reflexión hace un llamado a que a la construcción de una Latinoamérica unida, que se constituya como ejemplo de fraternidad.
Asimismo, José Manuel Briceño fue un destacado miembro de la francmasoneria venezolana. Alcanzando el Grado 33º del Rito Escocés Antiguo y Aceptado, el último grado de la masonería.

## Obras
- 1962: ¿Qué es la Filosofía?, Mérida, Universidad de Los Andes. Ver libro completo
- 1965: Dóulos Oukóon, Caracas, Arte. Ver libro completo
- 1966: América Latina en el Mundo, Caracas, Arte. Ver Libro completo
- 1967. Triandáfila, Caracas, Arte. Ver libro completo
- 1970: El Origen del Lenguaje, Caracas, Monte Ávila. Ver libro completo
- 1977: La identificación Americana con la Europa Segunda, Mérida, Universidad de Los Andes. Ver prólogo del libro
- 1980: Elogio de la Ciudad, Mérida, Imprenta del Estado.
- Discurso Salvaje, Caracas, Fundarte.
- “La Colonia Penal”, en: Unos Cuantos Cuentos (Varios autores), Mérida, La Imprenta. Ver cuento (enlace roto disponible en Internet Archive; véase el historial, la primera versión y la última).
- 1981: América y Europa en el Pensar Mantuano, Caracas, Monte Ávila Editores.
- Geraldine Saldate, Mérida, Universidad de Los Andes: Talleres Gráficos Universitarios.
- 1983: Recuerdo y Respeto para el Héroe Nacional (Discurso pronunciado en el Palacio de las Academias, Caracas, con motivo del homenaje de las universidades nacionales al Bicentenario del natalicio del Libertador Simón Bolívar), Mérida, Universidad de Los Andes: Revista Azul.
- Reedición de: La Identificación Americana con la Europa Segunda, Mérida, Universidad de Los Andes: Consejo de Publicaciones.
- 1984: Holadios, Caracas, Fundarte.
- Reedición facsimilar del periódico Senderos de la Escuela Federal Graduada “Carlos Soublette” de Barinas, Estado Barinas, Venezuela, de 1943–1945, en el que fue autor de varias colaboraciones.
- 1985: “Tierra de Nod”, en: El Cuento en Mérida (Varios autores), Mérida, Universidad de Los Andes.
- 1987: Amor y Terror de las Palabras, Caracas, Mandorla. Ver libro
- 1989: “La Legitimidad del Poder” en: Legitimidad y Sociedad (Varios autores), Caracas, Alfadil-Universidad de Los Andes.
- 1990: El Pequeño Arquitecto del Universo, Caracas, Alfadil. Ver libro completo
- 1992: Anfisbena. Culebra Ciega, Caracas, Editorial Greca. Ver libro completo
- 1993: L’Enfance d’un Magicien (Traducción al francés por Nelly Lhermillier), París, Editions de L’Aube.
- 1994: Le Discours Sauvage (Traducción al francés por Nelly Lhermillier), París, Editions de L’Aube.
- El Laberinto de los Tres Minotauros, Caracas, Monte Ávila Latinoamericana.
- 1995: “Maracaibo ¿Qué Tengo Yo Contigo?”, en: Visiones del Zulia, Caracas, Oscar Todtmann Editores.
- Reedición de: América Latina en el Mundo, Barquisimeto, Fundacultura-Gobernación del Estado Lara.
- 1996: “Les Droits Humaines et les Practiques de Domination”, en: Qui sommes-nous (Varios autores), París, UNESCO.
- Reedición de: El Laberinto de los Tres Minotauros, Caracas, Monte Ávila Latinoamericana.
- 1997: Diario de Saorge, Caracas, Fundación Polar.
- Discours des Lumières suivi de Discours des Seigneurs (Traducción al francés por Nelly Lhermillier), París, Editions de L’Aube – UNESCO.
- Reedición de: Amor y Terror de las Palabras, Mérida, Universidad de Los Andes: Consejo de Publicaciones.
- 1998: Esa Llanura Temblorosa. Cuaderno, Caracas, Oscar Todtmann Editores. Ver fragmentos del Libro
- 1999: Visión de Portuguesa (coautor junto con Hernán –Chino– Rivera), Caracas, Gobernación del Estado Portuguesa.
- 2000: Matices de Matisse, Mérida, Universidad de Los Andes: Consejo de Publicaciones. Ver fragmentos del Libro
- 2000: Reedición de: ¿Qué es la Filosofía?, Mérida, Ediciones Puerta del Sol.
- 2001: Trece Trozos y Tres Trizas, Mérida, Ediciones Puerta del Sol. Ver libro
- 2001: Reedición de: ¿Qué es la Filosofía?, Mérida, Ediciones Puerta del Sol.
- 2002: El tesaracto y la tetractis, Caracas, Oscar Todtmann Editores.
- 2002: Reedición de: ¿Qué es la Filosofía?, Mérida, Ediciones Puerta del Sol.
- 2004: Mi casa de los dioses. Mérida, Ediciones del Vicerrectorado Académico, Universidad de Los Andes.
- 2004: Reedición de América Latina en el mundo. Mérida, Ediciones del Vicerrectorado Académico, Universidad de Los Andes.
- 2004: Los recuerdos, los sueños y la razón. Mérida, Ediciones Puerta del Sol. Ver libro
- 2005: El sentido de Carora. Publicado en el diario El Carabobeño. 13 de febrero de 2005. Leer artículo Archivado el 15 de enero de 2008 en Wayback Machine.
- 2007: Para ti me cuento a China. Mérida, Venezuela: Ediciones Puerta del Sol, febrero de 2007, 270 pp.
- 2009: 
  - La Mirada Terrible. Mérida, Venezuela: Ediciones Puerta del Sol
  - Amor y terror de las palabras. Venezuela, Monte Ávila Editores.[8]
- 2010: Los Chamanes de China. Mérida, Venezuela: Ediciones Puertas del Sol-Universidad Experimental de Yaracuy
- 2011: Operación Noé. Mérida, Venezuela: Ediciones Puertas del Sol-Universidad Experimental de Yaracuy
- 2011: El garrote y la máscara, Venezuela: sello La Castalia.
- 2012: 3x1=4 (Retratos), Venezuela: Ediciones La Castalia
- 2013: Dios es mi laberinto. Venezuela, Editorial La Castalia.[9]
- 2014: Cantos de mi Majano
- 2015: Reedición de Dios es mi Laberinto, por la Asociación Civil Maestro J. M. Briceño Guerrero.
- 2016: Reedición de Triandáfila y Doulos Oukoon en una édición caray cruz. por la Asociación Civil Maestro J. M. Briceño Guerrero.
- 2021: Edición en inglés de Amor y terror de las palabras "Love and terror of the words", traducción de Juan Acevedo. Ediciones Magnolia.